# スピンナウト
『スピンナウト』は、『週刊少年サンデー』で1998年35号より1999年24号まで連載されていた漫画。西森博之と春風邪三太の共作。

## 概要
全38話、全4巻。ジャンルは異世界冒険モノで、ファンタジー漫画として描かれている。舞台は中世風の異世界でドラゴンのような生物も登場する。ゲームのような魔法こそ登場しないが、催眠術や霊、魂の概念など超常的な力は一部登場する。月が存在することから、マコトは異次元地球と仮説を立てている。

## あらすじ
普通の高校生活を送っていた大原五月（サツキ）と田中誠（マコト）は突如、謎の光に飲まれる。気がつくとあたりは見知らぬ地。そこは二人の全く知らない異世界の地だった。二人はそうそうに異世界の住民に捕まり、奴隷となってしまう。否応なしに奴隷としての生活を送る羽目になる二人だが、やがてこの世界がカザナンと言う名の支配者の手中にある事を知る。この世界をカナザンから解放するため、サツキとマコトは動き出す。

## 登場人物

### 主人公と仲間達
大原 五月（おおはら さつき）
通称サツキ。高校生には見えない小柄な体格だが、驚くほどの怪力を持つ。どんな窮地でも笑みを絶やさぬことを男の生き様だと考えている。そのため普段は飄々としているが、仲間がピンチに陥ると一転激情を露わにし、普段以上の力を発揮する。マコトとともに何者かによって異世界に召喚され、やがて世界を救う旅にその身を投じてゆくことになる。旅の中で仲間を得ていくが、カザナンの影武者と戦って完敗。剣を折って一矢報いるものの、三番隊に追われ初めての仲間の死を経験する。それから一年修行し、人間の枠を超えた強さに成長。再びカザナンに戦いを挑み仲間を失っていくものの、最後はカザナンを倒し元の世界に帰還して瞳と再会した。
田中 誠（たなか まこと）
通称マコト。高校デビューした不良だが、実際には喧嘩などからは全て逃げてきたほどに臆病である。そのため異世界での苦しい現実の中で自分の臆病さに気づき、その本性に辟易するが、仲間を守るために戦う中で真の強さを身に付けていく。戦いにおいて、それ程活躍の場はないが、最後にはそれなりの強さを身につけたようである。最終決戦ではヒノとザクスの死を聞いて及び腰になってしまうが、サツキの決意の前に戦う事を決める。サツキに続いて岩を爆破して飛んでいくが、着地の際に破壊した城壁のカケラでカザナンを埋めて結果的にトドメに貢献した。サツキと共に元の世界に帰還した頃には並の不良には負けない強さとなっていた。
ゼペト
異世界に来た当初、言葉の通じないサツキとマコトの世話をしていた医者。事なかれ主義を通していた臆病な老人だが、サツキやヨトのまっすぐな姿を見て奮起し、一行に加わった。パーティでは仲間たちの治療を担当し、敵と対峙した際には薬品と話術による駆け引きを駆使する。サツキたちを三番隊から逃がすために戦い、致命傷を受けてしまう。かつてトトという勇敢な性格をした息子がいたが、すでに死亡している。
ヨト
ゼペトの孫。サツキにはヨト吉と呼ばれる。まだ幼い少年で、年齢に見合った好奇心と行動力をもつ。初期はただの同行者でしかなかったが、修行を積んで成長し、やがて三番隊を倒すほどの実力を身につけた。サツキとマコトの弟分で、サツキに言動が似ている。
ヒノ
大逆者の印を持つ少女。奴隷より地位が低く民衆からも迫害を受ける。街で虐げられていたところをサツキたちの一行に救われ、そのまま仲間入りする。出自に似合わぬほど明るく楽天的な性格で、サツキに好意を抱いている。瞳と同じ魂を持つらしく、外見・性格ともに瓜二つ。カザナンに操られそうになり葛藤するザクスからサツキをかばって死亡した。
ザクス
ケーズの王子。元々カザナンの支配に対して懐疑的で、たまたま領地に来たカザナンを討とうとしたが圧倒的な眼力に何もできず敗北。騙されて操られた挙句、家族を殺害されたことがきっかけでサツキ一行に加わった。剣の達人。真面目な性格の二枚目だが、精神的に少し弱い部分がある。最終決戦前にカザナンと出会い、妹が生きていた事を知らされ催眠術をかけられてしまう。カザナンに操られそうになるが、仲間の絆との間で葛藤。サツキをかばったヒノを殺してしまった直後に後ろから兵士に槍で突かれ、サツキを逃がした後カザナンに傷を負わせて死亡した。元の世界に戻ったサツキたちがよく似た高校生を見かけ、すれ違いざまに勝利を報告すると涙を流していた。

### カザナンとその配下
カザナン・ウィブドグレンジ
異世界の支配者。かつては小国の王子だったが、山賊50人以上をほぼ一人で返り討ちにしたことをきっかけに力に溺れ、その圧倒的な実力で瞬く間に世界を制圧、支配下に置いた。残虐でプライドが高く、他者を見下し、自分に挑んでくる者を弄んでから殺すことに快楽を見出す性格。嘘をつく、人質を取るなどの卑怯な手を多用するが、まともに戦っても超人的な強さを誇る。恐怖による威圧や催眠術も使いこなすため、心の弱い人間では正面から対峙することすら困難である。最後の戦いではザクスを催眠術で操ろうとし、ヒノとザクスを死に追いやるが逆襲の一刀を受けて足を鈍らせる。直後に乗り込んできたサツキと戦い優勢に進めるものの、唯一の武器を投げ出す奇襲を受けて窓から蹴り出され、落ちたところをガレキに埋もれて死亡した。
エンリク
王子時代からのカザナンの直属の配下。カザナンには及ばないものの、やはり恐るべき強さをもつ。カザナンに忠実に付き従い、その右腕的存在として世界中を飛び回る。サツキたちの成長を見定め、カザナンに反逆する機会を狙っていた事を明かしてカザナンの前まで案内する。カザナンに催眠術をかけられていたが操られる直前に自ら自害し、ザクスに警告を送った。
影（キマラ）
カザナンの配下の暗殺実行部隊。仮面をつけた集団で、忍者のような隠密行動、諜報活動、武力制圧などを任務とする。
三番隊
影の中でも特に能力の高い者によるエリート部隊。サミエリ、モデード、名前の出ていないもう一人の三人からなる。通常の影とは違って仮面をつけておらず、黒鳥のようないでたちをしている。カザナンに似て残忍でプライドが高く、卑怯な手も平気で使う。

### その他の登場人物
ギュオー
ベドン領の主で、サツキとマコトの所有者。ドレッドヘアの小悪党オヤジ。初期は人を人とも思わぬ振る舞いを続けて領民を虐げていた。逃げ出したサツキたちを追うが返り討ちに遭い、迷いの森に追い込まれる。やがて全てを失った状態で再登場し、昔の恨みを忘れて自分達を助けてくれたサツキ一行に惚れ込み改心、ついてまわるシンパとなる。
監視者（サチュラム）
ギュオーの命令通りに動く仮面の集団。カザナンの影を真似て作られた隠密部隊だが、実力的には本物に遠く及ばない。
瞳（ひとみ）
サツキの幼馴染。異世界には行かなかったが、元の世界からサツキの身を案じ続けた。
リュート
ザンス領の領主に仕える召し使いの少女。病気の弟がおり、その弱みに付け込まれて闘人勝負でマコトと対決させられる。大人しく従順な性格だが、芯は強い。
サージェン
サツキたちが異世界に来る前、カザナンから世界を取り戻すべく活躍していた勇者。大勢の仲間達と共にカザナンに対抗したが、卑劣な策略にはまり仲間もろとも殺害された。その今際の際の強い無念が、時空を越えて同じ魂をもつサツキを呼び寄せることとなった。彼の墓代わりとなっていた苗木は、巨大な棍棒としてサツキの武器となる。
サージェンの祖母
廃村に一人住まうサージェンの祖母。サツキたちにサージェンの顛末を語り、道を示した。持っている水晶玉にはサージェンの霊が宿っていたが、サツキたちが元の世界に返るために粉々にされてしまった。

## 単語
カザナン・アイ
カザナンに認められた領主が持つ証（印）。これを持つ者の言うことはその領地内において絶対的なものである。逆らう事は死を意味する。
クローズド＝カザナン・アイ
奴隷以下の身分の者に施されるタトゥー。これを付けられた者は人々から迫害される事となる。反逆者の一族の生き残りなどに施され、作中ではヒノやサージェンの祖母の腕に刻まれている。
闘人（マスタチュ）
ギュオーと隣領のザンスが互いの物を奪い合うための代理として戦わされる奴隷たち。戦いが行われる大会を闘人勝負（マスタチュオン）と呼び、領民たちによる賭けも行われている。
ジャラー
異世界における通貨。

## 武器・道具・生物
ヨトのこん棒
成長したヨトが持つこん棒。サツキの持つこん棒を真似て使用していると思われる。ギュオーや三番隊を撃破した。
ドラゴン（たぶん）
異世界に来たばかりのサツキに捕らえられてライター代わりにされた手の平サイズの生き物。
ギューネック
象とダチョウをかけたような陸上動物。鼻がよく、足も速い。三番隊がサツキ達を追跡するのに使用した。
ウィブド
茨のような植物。人体に寄生し、そのトゲが刺さったところから種子を流し込んで血液を吸って成長、ほどなく宿主を死に至らしめる。遺体が埋められると墓石を食い破って森を形成し、一つだけ赤い花を咲かせることから「岩バラ」とも呼ばれている。寄生初期に適切な治療を施さなかった場合、高確率で死亡する。カザナン・アイの紋章はウィブドを象っている。

## 地名
ペドン
ギュオーの領地。ギュオーが迷いの森を彷徨っている間に失脚し、ザンス領のサーセが領主となる。
東の村
サージェンの故郷。サージェンの活躍により決起し「カザナン・アイに抵抗する村」と呼ばれていた。しかし、1年ほど前にカザナンによりサージェンの祖母をのぞいて皆殺しにされ、今では白骨が転がる廃墟となっている。
迷いの森
足を踏み入れると二度と出てこられないと言う森。サツキたちを追撃して反撃されたギュオーたちが追い込まれた。後にサツキたちも森の中で修行を行い、ギュオーと再会した。
タバダ
ザンスの領地。女イジメ好きのサーセが住む館があり、リュートが働かされている。
ケーズ
ザクスの父が治める領地。山村。ザクスの父が殺された後は元門番のゴスキーが領主となった。
王都
カザナンが住む地。恐怖で支配されているため、人がほとんど出歩かない。

## 単行本
1. 1999年4月発売 ISBN 4-09-125551-5
2. 1999年6月発売 ISBN 4-09-125552-3
3. 1999年7月発売 ISBN 4-09-125553-1
4. 1999年8月発売 ISBN 4-09-125554-X